# Sheraton with Hulam
Sheraton with Hulam – civil parish w Anglii, w hrabstwie Durham. W 2011 civil parish liczyła 118 mieszkańców.